# Eustomias hypopsilus
Eustomias hypopsilus es una especie de pez de la familia Stomiidae en el orden de los Stomiiformes.

## Morfología
• Los machos pueden llegar alcanzar los 16,4 cm de longitud total.

## Hábitat
Es un pez de mar y de aguas  tropicales que vive hasta 200 m de profundidad

## Distribución geográfica
Se encuentra al norte del Golfo de México el Estrecho de Florida y frente a las costas de las Guayanas.